# Waucoba Mountain
Waucoba Mountain je s nadmořskou výškou 3 391 m nejvyšší horou pohoří Inyo Mountains ve východní Kalifornii.
Hora leží v Inyo National Forest, v severní části pohoří Inyo Mountains, přibližně 45 kilometrů západně od hranice s Nevadou.